# Elsa Dorfman

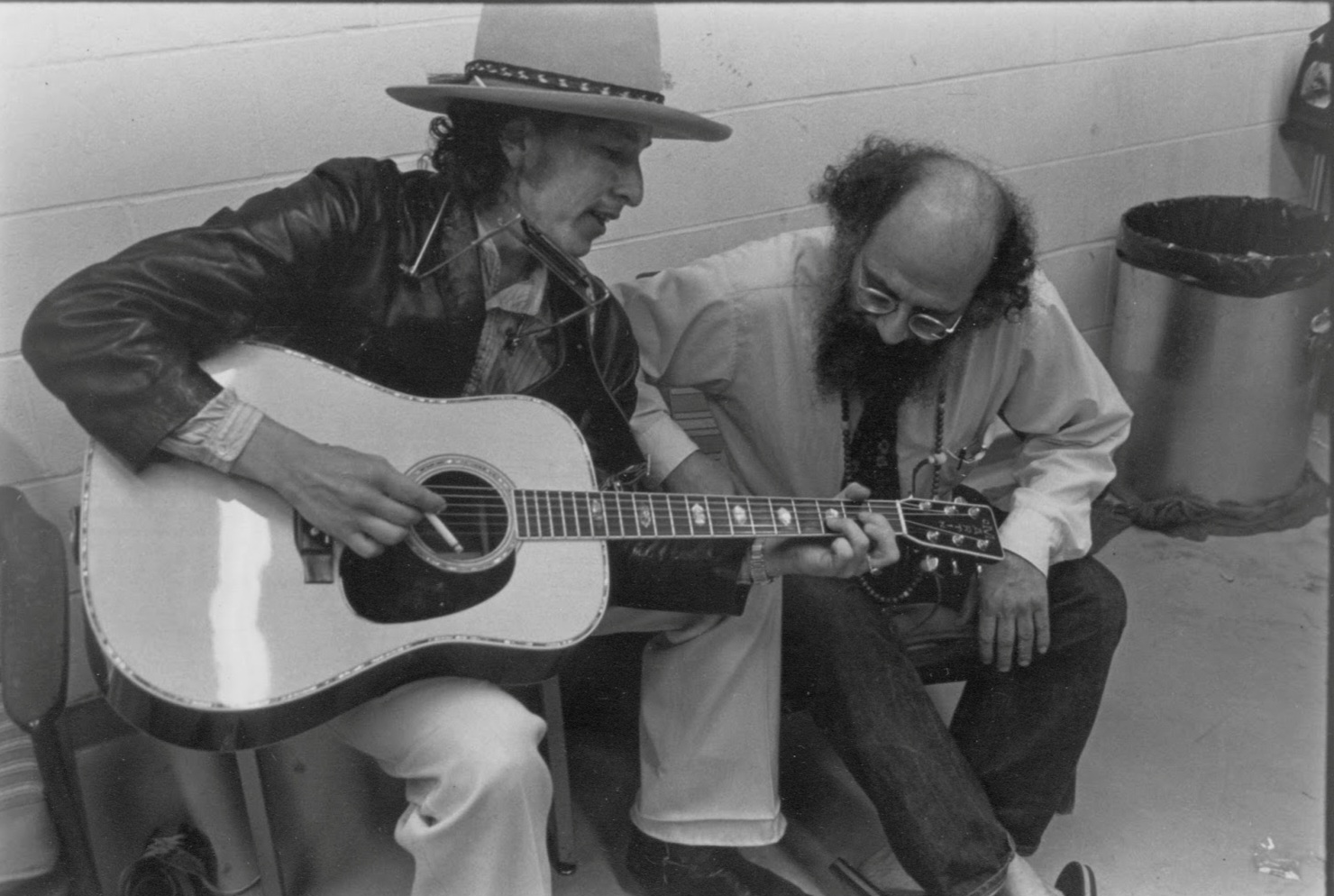
Portrét Boba Dylana a Allena Ginsberga, 1975

Elsa Dorfman (26. dubna 1937 – 30. května 2020) byla americká portrétní fotografka. Pracovala v Cambridge v Massachusetts a byla známá používáním velkoformátové instantní fotografické kamery Polaroid.

## Životopis
Dorfmanové hlavní publikovaná práce, původně publikovaná v roce 1974, byla Elsa's Housebook – Woman's Photojournal, fotografický záznam rodiny a přátel, kteří ji navštívili v Cambridge, když tam žila na konci šedesátých a na počátku sedmdesátých let. Kniha obsahuje celou řadu prominentů, zejména literárních osobností spojených s generací beatníků, včetně takových jako byli Lawrence Ferlinghetti, Allen Ginsberg a Peter Orlovsky, Gary Snyder, Gregory Corso a Robert Creeley, nebo i z jiných oblastí, jako je radikální feministka Andrea Dworkin nebo právník v oblasti občanských práv Harvey A. Silverglate (který se stal manželem Dorfmanové). Fotografovala také účastníky bostonské rockové scény jako jsou Jonathan Richman, frontman The Modern Lovers nebo Steven Tyler z kapely Aerosmith.
Dorfman se přestěhovala do New Yorku v roce 1959 a našla práci jako sekretářka editorů v Grove Press, předním vydavateli beatníků. Když se později přestěhovala domů do Cambridge, aby pokračovala ve svém magisterském studiu, nazývala se „Paterson Society“ a začala organizovat čtení pro mnoho autorů beatníků, kteří se spřátelili, a udržovali spolu aktivní korespondenci, když cestovali po světě. V roce 1962 vyučovala pátou třídu. O rok později, v roce 1963, začala pracovat pro společnost Educational Development Corporation, jejíž fotograf George Cope jí v červnu 1965 zasvětil do fotografie. Svůj první prodaný snímek přišel o dva měsíce později, v srpnu 1965, za 25 dolarů za fotografii Charlese Olsona, která byla použita na obálce jeho knihy The Human Universe. Kvůli ekonomickým omezením koupila svůj vlastní fotoaparát až v roce 1967, kdy poslala šek za 150 $ Philipu Whalenovi, který byl tehdy v Kjótu v Japonsku, a on následně sehnal Garyho Snydera, který dokázal mluvit japonsky, aby pořídil fotoaparát a poslal jí ho. V květnu 1968 se přestěhovala do domu Flagg Street, který se stal základem jejího Housebooku.
Byla známá díky používání velkoformátové fotografické kamery Polaroid formátu 20x24 palců (jeden ze šesti existujících exemplářů), ze kterého vytvářela velkoformátové tisky. Fotografovala slavné spisovatele, básníky a hudebníky, včetně Boba Dylana a Allena Ginsberga. Polaroid Corporation v roce 2008 kvůli bankrotu zcela zastavila výrobu svých jedinečných produktů instantního filmu. Dorfman se zásobila posledním dostupným instantním filmem 20x24" na rok dopředu.
Život a dílo Dorfmanové byly předmětem dokumentárního filmu 2016 The B-Side: Elsa Dorfman's Portrait Photography, který režíroval Errol Morris.

## Galerie

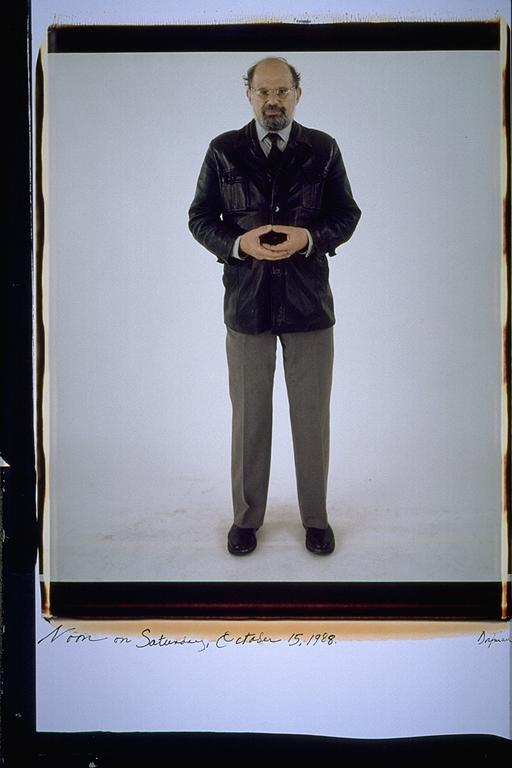
Allen Ginsberg
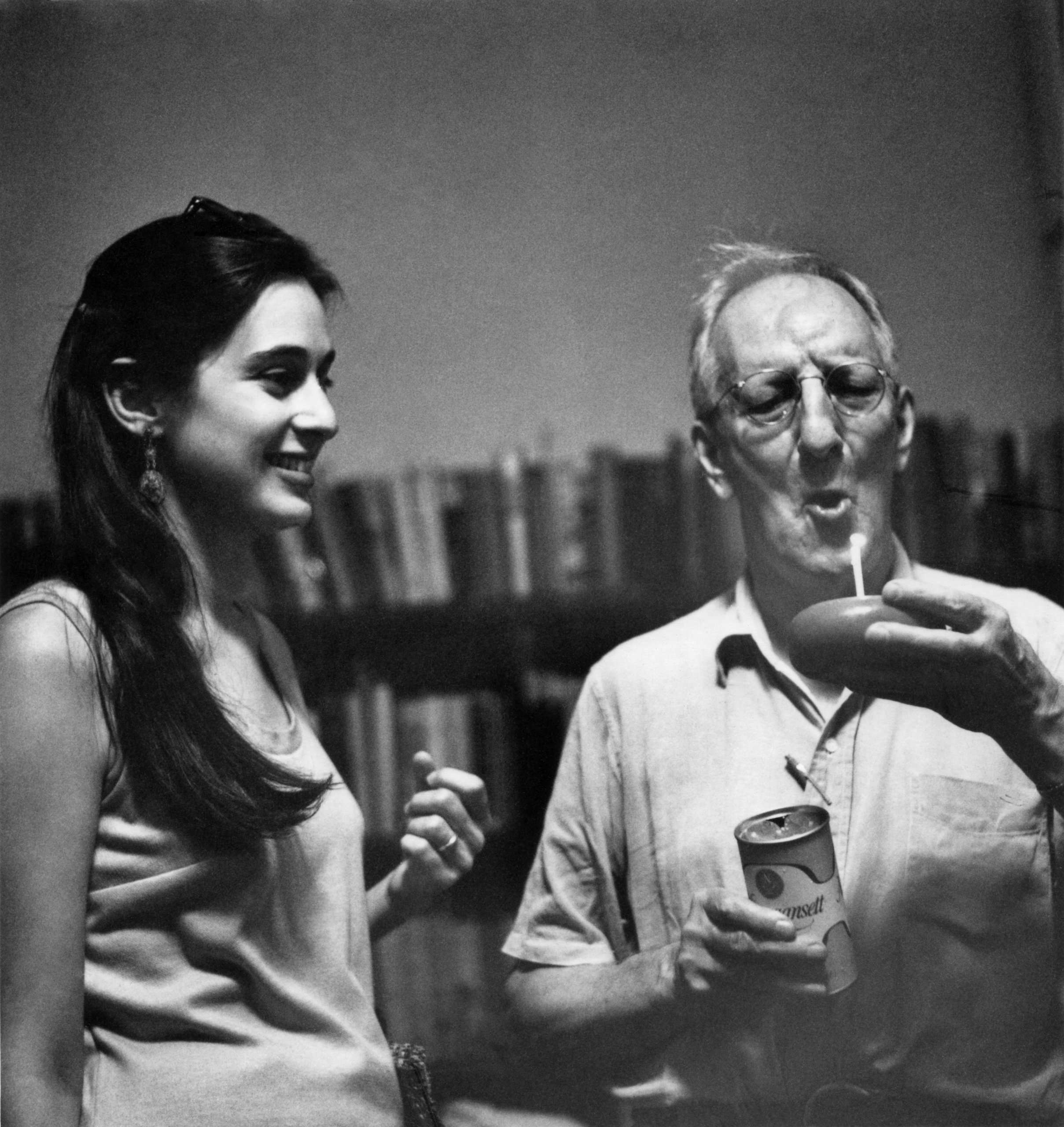
Gail Mazur a Gordon Cairnie ve společnosti Grolier
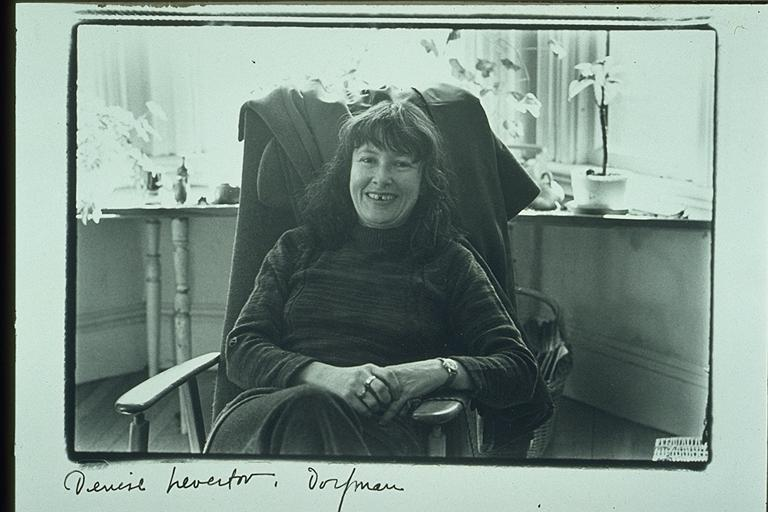
Denise Levertov
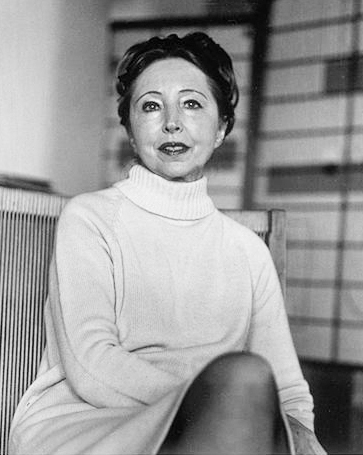
Anais Nin
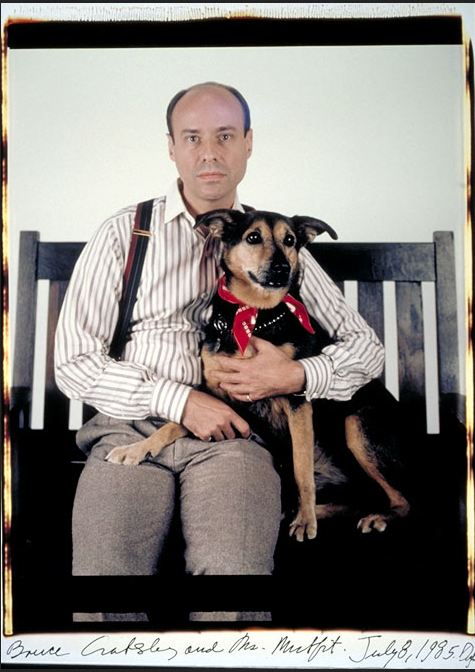
Bruce Cratsley

## Zvyšování povědomí
Dorfman svou práci využívala různými způsoby jako terapii. Fotografovala pacienty s karcinomem v posledním stádiu a zdůrazňovala jejich důstojnost. V roce 1995 spolupracovala s grafikem Marcem A. Sawyerem na ilustraci brožury 40 Ways to Fight the Fight Against AIDS (40 způsobů, jak bojovat proti AIDS). Fotografovala lidi s AIDS i bez něj, z nichž každý se účastnil jedné ze čtyřiceti aktivit, které by mohly obětem AIDS pomoci v jejich každodenním životě. Fotografie byly vystaveny v roce 1995 v Lotus Development Corporation v Cambridge, v Provincetownu a v New Yorku. Umělkyně darovala náklady na výrobu fotografií pro tento projekt.
Dorfman hrála v dokumentárním filmu No Hair Day (1999), když snímala portréty tří žen podstupujících léčbu rakoviny prsu.

## Osobní život a smrt
V roce 1967 se Dorfman setkala s Harveyem Silverglateem, který byl obhájcem v drogovém procesu. Dorfman si myslela, že případ by mohl být předmětem knihy a hledala ho, poté Silverglate požádal o portrét jeho a jeho bratra, který dal jejich matce. Oženili se téměř o deset let později, v roce 1976.
Dorfman zemřela na selhání ledvin ve svém domě v Cambridge 30. května 2020. Bylo jí 83 let.